# Kattjärnen (Delsbo socken, Hälsingland)
Kattjärnen är en sjö i Hudiksvalls kommun i Hälsingland och ingår i Delångersåns huvudavrinningsområde.